# Alain Van der Biest
Alain Van der Biest (Grâce-Berleur, 4 mei 1943 – Grâce-Hollogne, 17 maart 2002) was een Franstalig-Belgisch politicus van de Parti Socialiste (PS).

## Levensloop

### Jeugd
Van der Biest werd geboren als kleinzoon van een Limburgse mijnwerker, zijn vader werkte in een kleine ketelgieterij. Hij studeerde klassieke humaniora aan het Koninklijk Atheneum van Luik, behaalde in 1965 het licentiaatsdiploma Romaanse filologie aan de universiteit van Luik en studeerde in 1966 Italiaanse letterkunde in Perugia. Na zijn studies werkte hij van 1966 tot 1971 als leraar Frans en Italiaans in het middelbaar onderwijs en werkte hij van 1971 tot 1975 als assistent aan de Universiteit van Luik.

### Politieke loopbaan
In 1963 werd Van der Biest lid van de toenmalige PSB. Hij werd opgemerkt door PSB-partijvoorzitter André Cools, die hem in 1975 tot nationaal secretaris van de PSB benoemde, een functie die hij behield tot in 1977.
Bij de gemeenteraadsverkiezingen van 1976 werd hij verkozen tot gemeenteraadslid van Grâce-Hollogne en was er van 1977 tot 1994 burgemeester. Vervolgens werd hij in 1977 voor het arrondissement Luik verkozen in de Kamer van volksvertegenwoordigers, een functie die hij behield tot in 1995. Door het toenmalige dubbelmandaat was hij van 1977 tot 1980 ook lid van de Franse Cultuurraad en van 1980 tot 1990 van de Waalse Gewestraad en de Raad van de Franse Gemeenschap.
In de Waalse Gewestraad was hij van 1980 tot 1983 PS-fractieleider, waarna hij van 1983 tot 1988 PS-fractieleider in de Kamer was. In 1981 was hij tevergeefs kandidaat om André Cools op te volgen als PS-partijvoorzitter.
In mei 1988 werd Van der Biest minister van Pensioenen in de Regering-Martens VIII, een materie die hem nochtans volkomen vreemd was. Hij bleef dit tot in mei 1990 en ondertekende op 3 april 1990 vanuit deze functies samen met de voltallige regering-Martens VIII de Wet betreffende de zwangerschapsafbreking. Vervolgens volgde hij in mei 1990 André Cools op als minister van Lokale Besturen, Gesubsidieerde Werken en Water in de Waalse Regering, wat hij bleef tot in 1992.

### Gerechtelijk onderzoek
Vanaf het einde van de jaren 70 worstelde Van der Biest met een ernstig alcoholprobleem. Op zijn kabinet als Waals gewestminister had hij zich bovendien omringd met figuren uit de Luiks-Italiaanse onderwereld, onder andere met gewezen politieman Richard Taxquet als privésecretaris en Pino Di Mauro als chauffeur. Beide hadden contacten met de Siciliaanse maffia.
In juli 1992 werd zijn parlementaire onschendbaarheid opgeheven op vraag van onderzoeksrechter Jean-Marc Connerotte, die een zwendel in aandelen op het spoor was gekomen. Die waren in november 1991 bij een roofoverval op de luchthaven van Zaventem buit gemaakt en het onderzoek naar de zwendel wees naar personen op Van der Biests kabinet. In maart 1993 raakte Van der Biest na een nachtelijk cafébezoek in duistere omstandigheden zwaargewond en werd bewusteloos aangetroffen voor zijn woning. 
Op 9 september 1996 werd hij voor de eerste keer gearresteerd in verband met de moord op André Cools, die in augustus 1991 had plaatsgevonden: zijn naam werd genoemd als mogelijke opdrachtgever. Het motief zou zijn dat Cools, die aanvankelijk Van der Biests carrière had gepromoot, hem aan de kant wilde schuiven wegens drankzucht en onbekwaamheid. Van der Biest heeft elke betrokkenheid bij de moord steeds ontkend.
In juni 1997 werd Van der Biest veroordeeld tot twee jaar (waarvan 8 maanden effectief) wegens valsheid in geschrifte en geldverduistering op zijn kabinet in de periode 1990-92. Nadat hij in beroep gegaan was, verhoogde het vonnis van het Luikse Hof van beroep op 10 juni 1998 de straf tot 30 maanden, waarvan de helft effectief. Van der Biest ging opnieuw in beroep, bij het Hof van Cassatie, dat het vonnis van het Hof van Beroep van Luik vernietigde. Het proces werd overgedaan voor het Brusselse Hof van Beroep, die de straf verlichtte tot 1 jaar voorwaardelijk. Hij verloor ook zijn burger- en politieke rechten voor 5 jaar, wat zijn geplande politieke terugkeer verhinderde.
Op het einde van zijn leven had Van der Biest zijn alcoholverslaving overwonnen, maar had zich ontgoocheld volledig uit de politiek teruggetrokken. Hoewel oorspronkelijk vrijmetselaar, zocht hij in de laatste jaren van zijn leven toenadering tot het katholiek geloof in zijn contacten met André-Mutien Léonard, destijds nog bisschop van Namen (sinds 2010 aartsbisschop van Mechelen-Brussel).
Van der Biest pleegde in maart 2002 zelfmoord in het huis van zijn moeder, die een maand eerder gestorven was. In de afscheidsbrief aan zijn vrouw bleef hij zijn onschuld volhouden. Hij was 37 jaar getrouwd.
Enkele weken daarvoor was de Luikse kamer van inbeschuldigingstelling begonnen met het dossier Cools, waarin Van der Biest als een van de hoofdverdachten gold. In januari 2004 werden 6 mensen uit de kringen rond Van der Biest veroordeeld door het Hof van Assisen van Luik voor medeplichtigheid aan de moord op Cools, onder hen Taxquet en Di Mauro die 20 jaar celstraf kregen.

## Boeken
Van der Biest was niet enkel letterkundige, maar heeft ook zelf verschillende literaire werken geschreven. Het gaat vrijwel steeds om romans met een sterk autobiografische inslag:
- Les barons ou le prince de Flémal (1975, Shakespeare-persiflage, eerbetoon aan André Cools)
- La saison des pluies (1981)
- Les genêts de Seraing (1984)
- Un sioux socialiste (1985)
- Appelez-moi Miller (1987)
- Les carnets d'un bouc émissaire (1993)
- La nuit, la vie (1997, over zijn verblijf in de gevangenis van Lantin in 1996-1997)
- Que tout aille bien! (manuscript uit 1990, postuum gepubliceerd in 2003)

Daarnaast schreef Van der Biest zijn visie op de toekomst van Wallonië neer: Notre nation: Forcer un destin pour la Wallonie (1998).
Over Van der Biest verscheen een mediasociologische analyse van Frédéric Antoine, La médiamorphose d’Alain Van der Biest (1993), en een filmdocumentaire van de cineast Thierry Michel, La grâce perdue d'Alain Van der Biest (1993).